# 빌렐 이파
빌렐 이파(아랍어: بلال العيفة, Bilel Ifa, 1990년 3월 9일 ~ )는 튀니지의 축구 선수로 현재 쿠웨이트 프리미어리그의 쿠웨이트 SC에서 센터백으로 활약하고 있다.